# Kailbach (Salm)
Der Kailbach ist ein knapp 19 km langer rechter Zufluss der Salm in der Eifel in Rheinland-Pfalz. Er hat die Gewässerkennzahl 26744 und ist ein Gewässer II. Ordnung von der Mündung in Landscheid bis zum Zufluss des Bierbaches bei Gransdorf.

## Geographie

### Verlauf
Der Kailbach entspringt auf einer Höhe von 463 m ü. NHN in Steinborn im Eifelkreis Bitburg-Prüm.
Er fließt in südsüdöstlicher Richtung durch Seinsfeld, Oberkail und Niederkail und mündet schließlich südlich von Landscheid im Landkreis Bernkastel-Wittlich auf einer Höhe von 249 m ü. NHN von rechts in die Salm.
Der etwa 18,9 km lange Lauf des Kailbachs endet ungefähr 249 Höhenmeter unterhalb seiner Quelle, er hat somit ein mittleres Sohlgefälle von circa 13 ‰.

### Einzugsgebiet
Das 56,03 km² große Einzugsgebiet des Kailbachs liegt im Gutland und in der Osteifel. Es wird durch ihn über die Salm, die Mosel und den Rhein zur Nordsee entwässert.

### Zuflüsse
- Steinborn (rechts), 0,6 km, 0,34 km²
- Büschbach (links), 3,2 km, 5,16 km²
- Oberkeiler Bach (links), 0,8 km, 2,09 km²
- Bierbach (links), 9,8 km, 9,45 km²
- Grenzbach (links), 1,6 km, 1,70 km²
- Goldborn (links), 1,9 km, 3,05 km²
- Graben zur Brandenmühle (links), 0,5 km, 0,86 km²
- Burscheider Mauergraben (links), 0,7 km, 0,57 km²
- Wachenbach (rechts), 1,1 km, 0,76 km²
- Waldwiesenbach (rechts), 1,8 km, 2,20 km²
- Linsenbach (rechts), 6,1 km, 6,30 km²
- Assenbach (links), 1,9 km, 3,41 km²
- Landscheider Bach (links), 1,0 km, 0,66 km²